# Phân loại chất thải

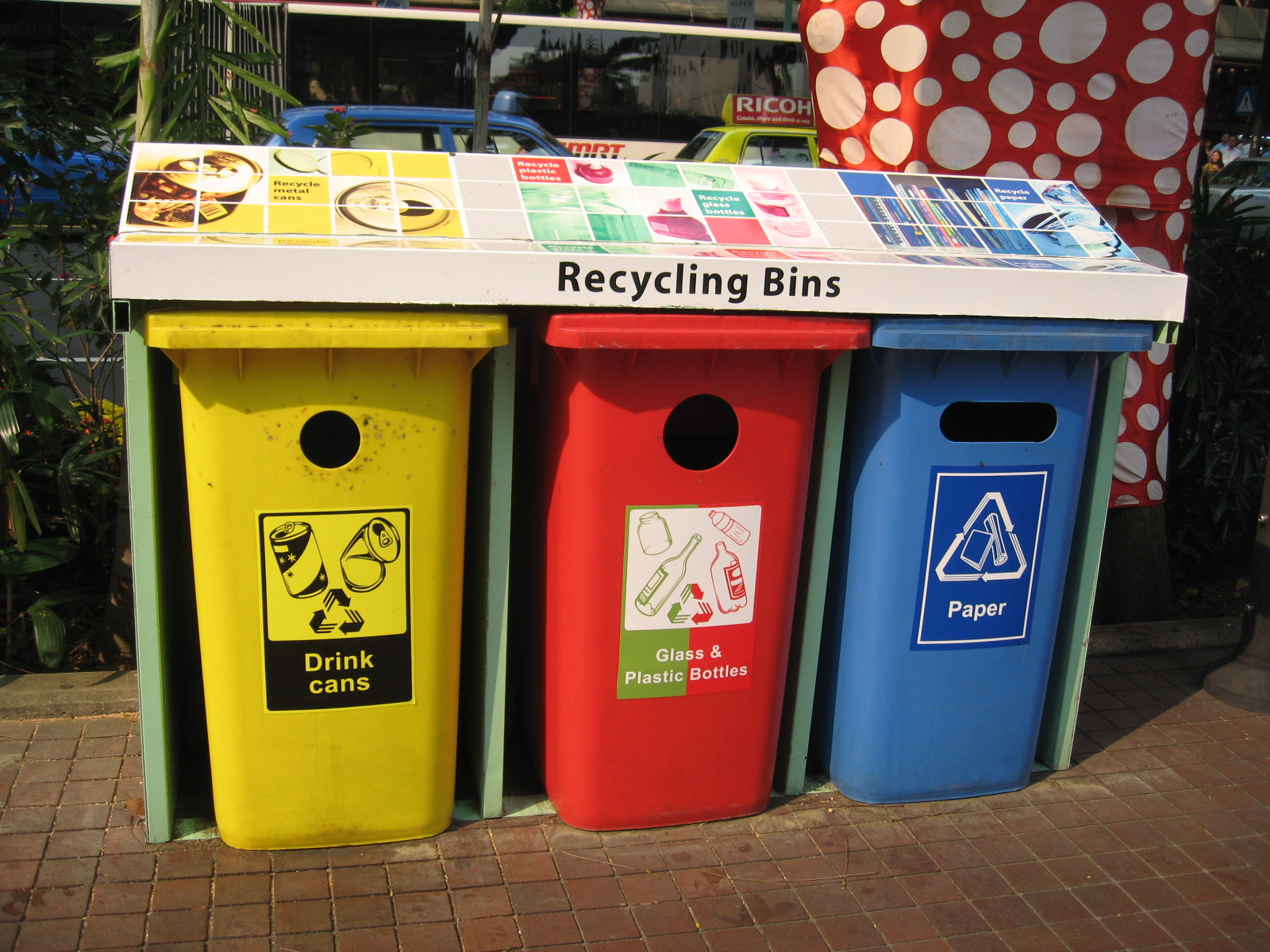
Thùng rác tái chế ở Singapore

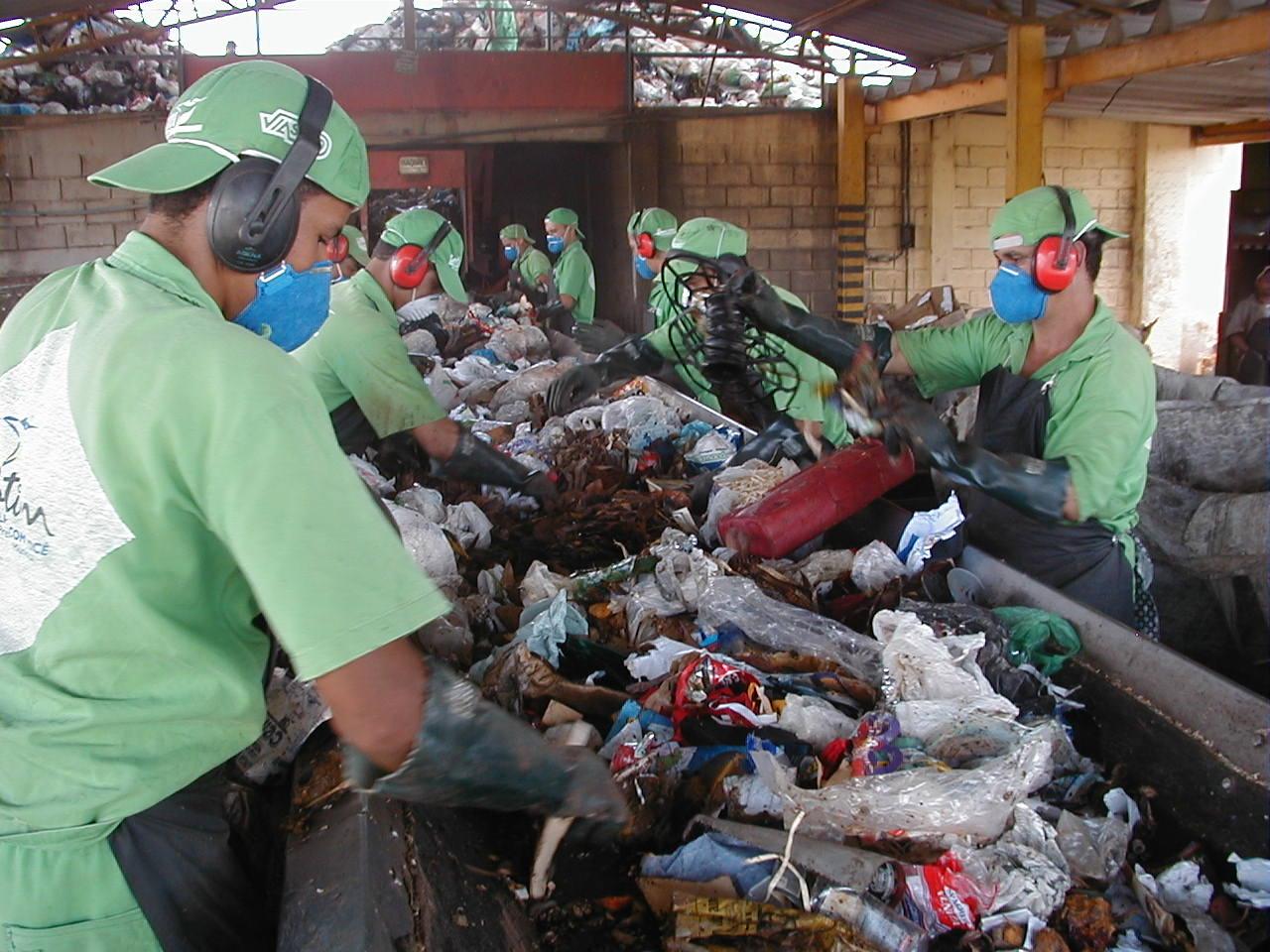
Phân loại rác thủ công để tái chế

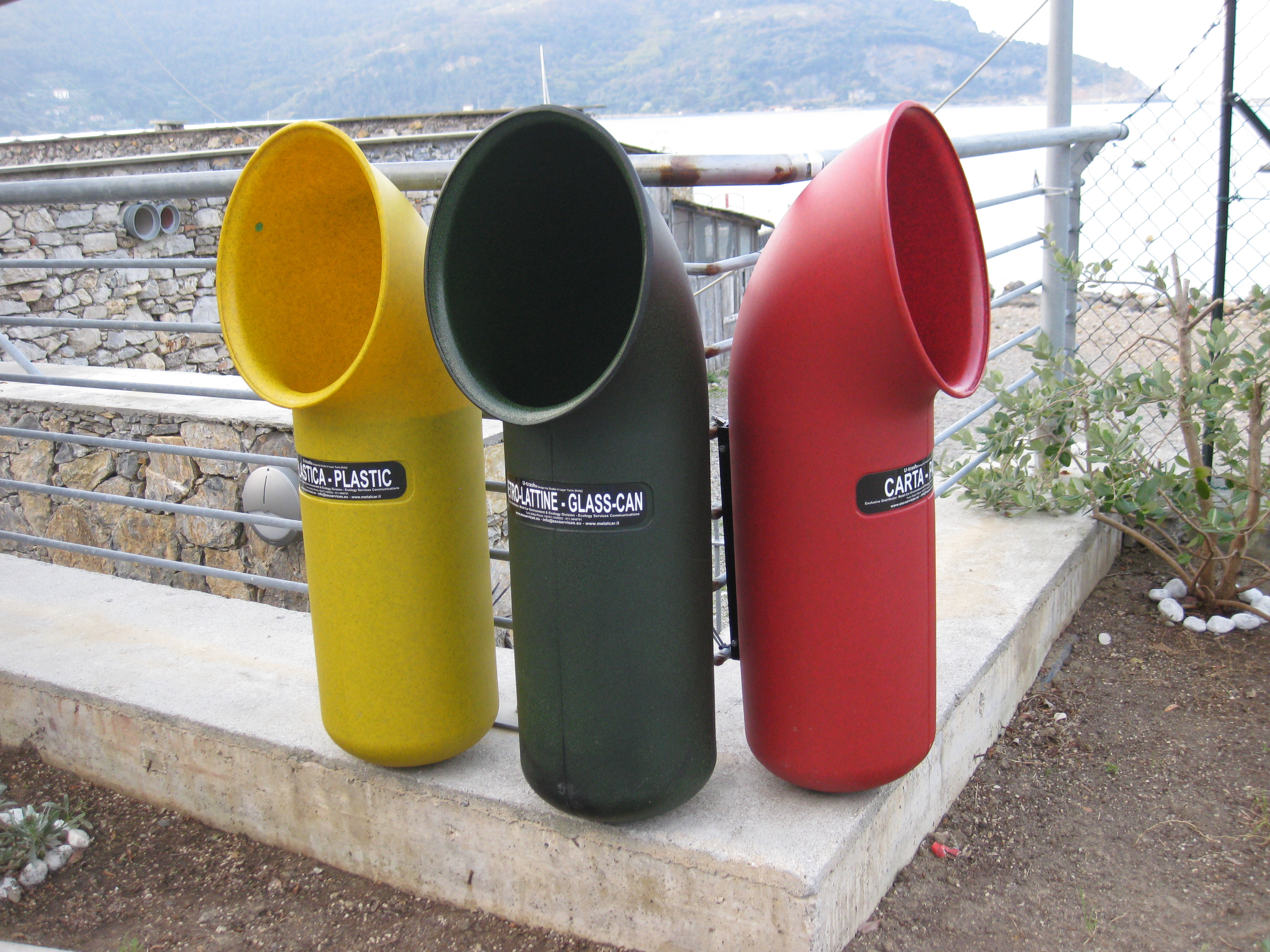
Thùng container tái chế rác tư nhân ở Portovenere, Italy

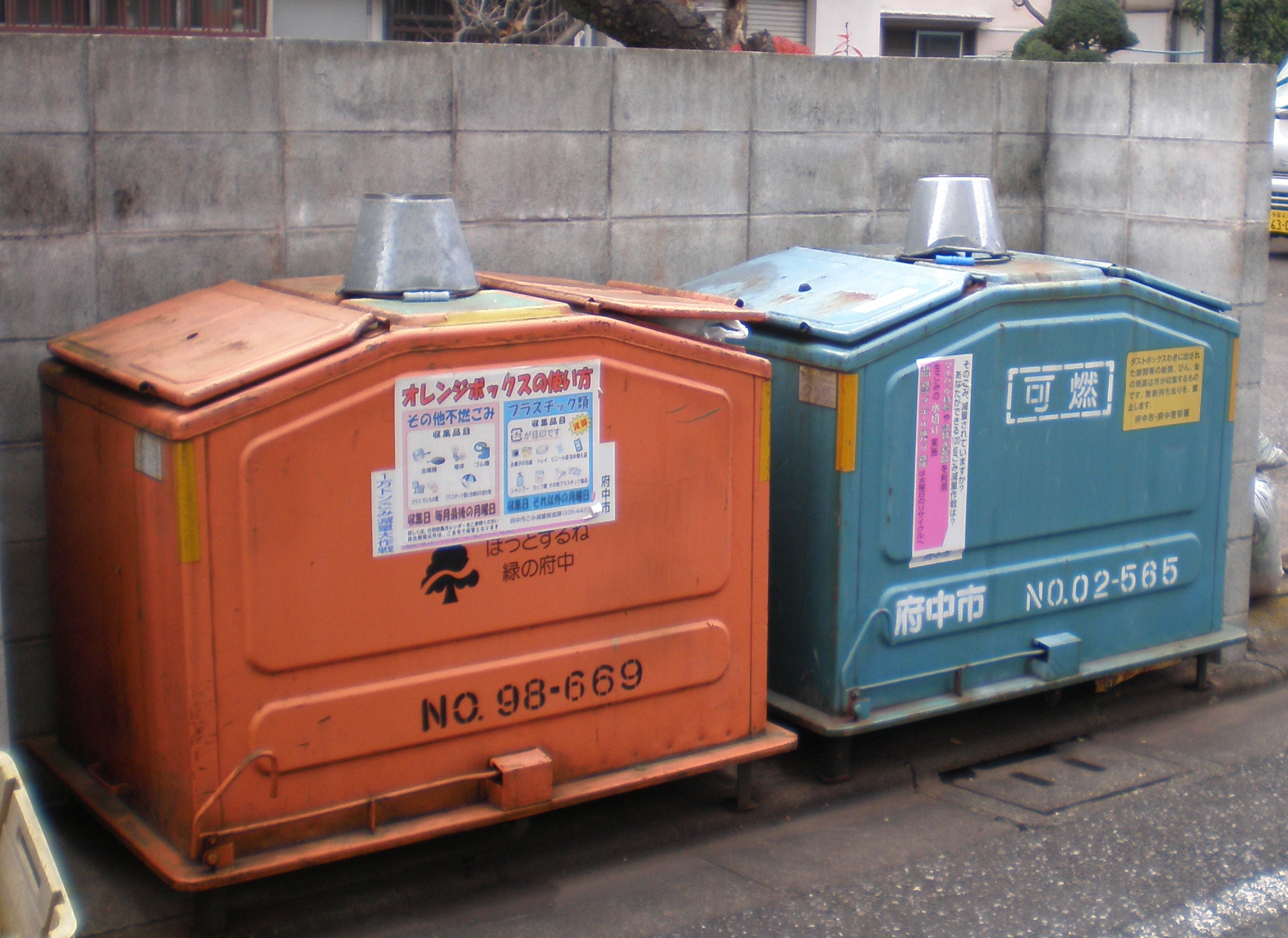
Thùng container chứa rác ở Fuchū, Tokyo, Nhật Bản

Các rác thải đã được phân loại từ container bị đổ bỏ ở thành phố Tomaszów Mazowiecki, Ba Lan

Phân loại rác  là một chu trình mà chất thải được chia ra thành nhiều phần khác nhau. Phân loại có thể diễn ra theo phương thức thủ công tại nhà hoặc được thu gom bởi dịch vụ hoặc phân loại một cách tự động bằng máy. Phân loại bằng tay là phương thức sử dụng đầu tiên trong lịch sử.
Với sự phát triển nhanh của xã hội, rác thải được sinh ra nhiều hơn. Điều này có nghĩa là một lượng lớn rác thải được tạo ra mỗi năm và tăng một cách không mong muốn. Nhiều rác thải hơn có nghĩa là nhiều hơn sự tiêu thụ và lãng phí nguồn tài nguyên. Phân loại và tái chế là điều cần thiết để giảm nguồn rác thải. Hầu hết các loại chất thải được tạo ra có thể được phân loại ngay tại nhà. Càng ít rác thải chúng ta ném đi thì chúng ta càng ít phải trả phí vận chuyển rác. Phân loại rác tại nhà rẻ hơn cho người tiêu dùng. Hầu hết rác thải được tạo ra tại các hộ gia đình bao gồm bao bì, thức ăn thừa và giấy, giẻ. Con người nên phân chia giấy, bao bì, thức ăn thừa và chất thải nguy hại từ các chất thải khác nhau để tiết kiệm tài nguyên thiên nhiên.
Phân loại rác tại nguồn là một chủ trương hoàn toàn đúng đắn bởi rác thải nếu chỉ chôn lấp thông thường sẽ gây rất nhiều lãng phí như: tốn diện tích lớn cho việc xây dựng, chi phí vận hành các bãi chôn lấp; nguy cơ gây ô nhiễm môi trường...
Ngoài ra, các nguồn nguyên liệu có thể tái chế như: rác hữu cơ, giấy, nhựa, kim loại... cũng bị vùi chôn trong đất mà theo tính toán phải mất hàng trăm năm sau mới có thể phân hủy. Trong khi đó, việc tái chế rác thải không chỉ có ý nghĩa về mặt môi trường mà còn đem lại lợi ích về kinh tế. Chúng làm giảm sự phụ thuộc của con người vào việc khai thác, sử dụng các nguồn tài nguyên thiên nhiên đang dần cạn kiệt. Đặc biệt, với lượng hữu cơ lớn trong rác thải sinh hoạt (ước tính khoảng 50 - 70%), đây sẽ là nguồn nguyên liệu dồi dào để sản xuất phân vi sinh, một loại phân rất tốt cho cây trồng và thân thiện với môi trường. 
Tuy nhiên, để việc tái chế đạt hiệu quả cao thì công tác quản lý phải được thực hiện tốt ngay từ giai đoạn đầu, tại nguồn phát sinh chất thải. Dựa vào thành phần, tính chất, rác thải sẽ được phân chia thành nhiều loại khác nhau và đựng trong các bao, thùng rác khác nhau. 

## Khái niệm
Chất thải là những vật và chất mà người dùng không còn muốn sử dụng và thải ra, tuy nhiên trong một số ngữ cảnh nó có thể là không có ý nghĩa với người này nhưng lại là lợi ích của người khác, chất thải còn được gọi là rác Trong cuộc sống, chất thải được hình dung là những chất không còn được sử dụng cùng với những chất độc được xuất ra từ chúng.
Quản lý rác thải là hành động thu gom, phân loại và xử lý các loại rác thải của con người. Hoạt động này nhằm làm giảm các ảnh hưởng xấu của rác vào môi trường và xã hội.
Rác liên quan trực tiếp tới sự phát triển của con người cả về công nghệ và xã hội. Cấu tạo của các loại rác biến đổi qua thời gian và nơi chốn, với quá trình phát triển và đổi mới có tính chất công nghiệp đang trực tiếp ảnh hưởng tới nguồn phế liệu. Ví dụ như nhựa và công nghệ hạt nhân. Một số thành phần của rác có giá trị kinh tế đã được tái chế lại một cách hoàn hảo.

## Hiện trạng
Theo thống kê của Sở Tài nguyên và Môi trường, năm 2015, mỗi ngày trên địa bàn tỉnh phát sinh 1.305 tấn rác thải sinh hoạt. Trong đó, lực lượng chuyên môn thu gom, xử lý 730 tấn/ngày, người dân tự xử lý 326 tấn/ngày. Số lượng rác thải sinh hoạt ngày càng tăng, trong khi các bãi rác xử lý đang trong tình trạng quá tải. Do vậy, giải pháp được đặt ra chính là nâng cao ý thức trong việc phân loại rác thải tại gia đình, góp phần giảm áp lực cho các bãi rác trong tỉnh.
Báo cáo về môi trường năm 2020 cho thấy tình trạng ô nhiễm môi trường không khí trong thời gian qua tại một số địa phương có xu hướng gia tăng, chủ yếu tập trung vào ô nhiễm bụi, đặc biệt là bụi mịn PM2.5. Từ đầu năm 2020, tại khu vực miền Nam, trong đó có Tp.Hồ Chí Minh, môi trường không khí đã bị tác động do bụi lơ lửng tổng số và tiếng ồn, gây ra bởi hoạt động sản xuất và giao thông trong vùng. Tại khu vực miền Bắc, trong đó có Thủ đô Hà Nội, trong tháng 7 và tháng 11 năm 2020 có một số ngày chất lượng không khí có diễn biến xấu đi, do những biến động bất thường của yếu tố thời tiết, khí hậu. Một số khu vực trong nội thành Hà Nội, chất lượng không khí đã ở mức kém và xấu, giá trị PM2.5 đã vượt QCVN, có thể ảnh hưởng đáng kể tới sức khỏe của con người, đặc biệt là nhóm người nhạy cảm.
Rác thải hiện nay chưa được các gia đình quan tâm đúng mức, hầu hết mọi người đều quan niệm cái gì không xài được thì vứt đi. Tâm lý người dân cho rằng, việc phân loại rác là do đơn vị quản lý rác thải thực hiện. Thế nhưng, với số lượng rác thải khổng lồ thu gom hàng ngày thì việc phân loại càng khó khăn hơn, gây quá tải cho các bãi rác. Thông thường việc vứt/ xả rác được nhiều người dân thực hiện một cách tùy tiện, chưa nói đến việc phải phân loại rác như thế nào mà chỉ cần nhắc đến hành động xả rác bừa bãi của một bộ phận người dân từ thành thị đến nông thôn cũng đủ khiến những người làm công tác bảo vệ môi trường phải đau đầu. Việc xử lí rác thải là 1 vấn đề khách quan và cần thiết trong mọi hoạt động sinh hoạt và sản xuất kinh doanh của con người. Nó làm giảm nguy cơ gây ô nhiễm và hạn chế tối đa các chất thải tồn đọng từ việc sinh hoạt và sản xuất của con người. Vấn đề ô nhiễm nguồn nước cũng trở thành một vấn đề vô cùng nghiêm trọng không chỉ bởi người dân và một số cơ sở thường xuyên xả các loại nước thải, nước hút bể phốt ra môi trường mà còn là do rác thải gây ô nhiễm và tắc nguồn nước gây ra. Theo Nghị định 38/2015 NĐ-CP về phân loại chất thải trong sinh hoạt, chất thải trong bể chứa. Khoản 2 Điều 3 Thông tư 04/2015/TT-BXD hướng dẫn thi hành Nghị định 80/2014/NĐ-CP về thoát nước và xử lý nước thải do Bộ trưởng Bộ Xây dựng ban hành. Nghị định 179/2013 NĐ-CP về hình phạt khi xả thải không đúng quy định.
Ý thức của con người là yếu tố quyết định đến việc vứt/ xả rác đúng nơi quy định cũng như phân loại rác thải tài nguyên. Thói quen của nhiều người dân là tất cả các loại rác – bao gồm thực phẩm thừa, vật dụng hỏng... đều được bỏ chung một túi/ thùng rác mà không cần biết trong số rác thải sinh hoạt hàng ngày cũng có những loại rác có thể đưa vào tái chế và phục vụ cho cuộc sống con người.
Vì vậy, công tác phân loại rác thải tại nguồn là việc làm hết sức cần thiết, nó sẽ làm giảm tải trọng chất thải rắn đổ về các khu tập trung chôn lấp rác và chúng ta có thể thu được nguồn lợi kinh tế lớn từ các rác thải có thể tái chế và tái sử dụng được.  Thời gian đầu nhóm dự án sẽ tiến hành thí điểm trên khuôn viên của Trường Đại Học Bách Khoa để đánh giá cụ thể tính khả thi của dự án và khắc phục những hậu quả trước khi nhân rộng dự án ra phạm vi rộng hơn. Tại các đô thị lớn, ở các không gian công cộng như: công viên, vườn hoa, trường học, bệnh viện, khu công nghiệp, bảo tàng.... luôn có sự xuất hiện của những chiếc thùng rác nhựa cố định hai ngăn với một ngăn chứa rác vô cơ – một ngăn chứa rác hữu cơ và phần hướng dẫn phân loại rác được minh họa bằng hình ảnh sinh động bên ngoài thùng.
Do vậy, Chi cục Bảo vệ môi trường (Sở Tài nguyên và Môi trường) khuyến khích người dân nên thực hiện phân loại rác thải tại nguồn, nhất là tại các hộ gia đình để việc xử lý, chôn lấp rác thải được dễ dàng hơn. Với người dân nông thôn, trước đây luôn có thói quen đốt rác, nay với sự tuyên truyền của các ngành, các cấp, dần dần họ thay đổi cách xử lý rác.

## Phân loại

### Theo mức độ nguy hại
Gồm có chất thải không nguy hại và chất thải nguy hại.

### Theo nguồn gốc phát sinh

#### Chất thải rắn sinh hoạt, dịch vụ
- Chất thải từ hộ gia đình:

1. Chất thải thực phẩm là chất thải rắn, chứa các chất hữu cơ dễ phân hủy hoặc phân hủy nhanh đặc biệt khi thời tiết nóng ẩm, được thải bỏ từ các quá trình chế biến, buôn bán và tiêu dùng thực phẩm.
2. Chất thải khác là chất thải rắn, không bị phân hủy thối rữa nhưng có thể gây ra bụi, như các phần còn lại của quá trình cháy (như tro xỉ, tro than...), thải ra từ các hộ gia đình hoặc từ các bếp, lò đốt; các đồ gia dụng đã qua sử dụng, được làm từ các loại vật liệu khác nhau.

- Chất thải từ các cơ sở công cộng, dịch vụ là các chất thải rắn không nguy hại khác, không bị phân hủy thối rữa hoặc có thể ít bị phân hủy thối rữa, như giấy và các sản phẩm giấy đã qua sử dụng, đồ nhựa, chai lọ thủy tinh, kim loại, gốm sứ, đất cát, sỏi, bụi đất ... được thu gom từ các khu vực công cộng (như bãi tắm, công viên, sân chơi) các điểm dịch vụ, công sở, trường học ..., hoặc đường phố.

#### Chất thải xây dựng
Loại rác được thải ra do phá dỡ, cải tạo các hạng mục/công trình xây dựng cũ, hoặc từ quá trình xây dựng các hạng mục/công trình mới (nhà, cầu cống, đường giao thông ...), như vôi vữa, gạch ngói vỡ, bê tông, ống dẫn nước bằng sành sứ, tấm lợp, thạch cao ... và các vật liệu khác.

#### Chất thải công nghiệp
Là các chất thải phát sinh từ các hoạt động sản xuất các nhà máy, xí nghiệp, gồm:
1. Chất thải rắn nguy hại: bao gồm khí thải độc hại, hóa chất ở dạng lỏng, chúng dễ gây ra cháy nổ, ngộ độc, tác động không tốt đến sức khỏe của con người và dễ ăn mòn nhiều vật chất khác.
2. Chất thải rắn như sắt thép kim loại bị gỉ cũ kĩ gây ít hoặc không nguy hại nhưng chúng cần phải được xử lý dọn dẹp hay tái chế cẩn thận.

#### Chất thải y tế
Là vật chất ở thể rắn, lỏng và khí được thải ra từ các cơ sở y tế, bao gồm:
1. Chất thải y tế nguy hại: là chất thải y tế chứa yếu tố nguy hại cho sức khỏe con người và môi trường như dễ lây nhiễm bệnh, gây ngộ độc, phóng xạ, dễ cháy, dễ nổ, dễ ăn mòn hoặc có đặc tính nguy hại khác nếu những chất thải này không được tiêu hủy an toàn.
2. Chất thải thông thường.

Trong đó, chất thải sinh hoạt chiếm tỉ lệ cao nhất. Cho nên, việc phân loại rác thải sinh hoạt tại nguồn là vấn đề cần thiết và thiết thực nhất để góp phần bảo vệ môi trường.

## Cách phân loại rác sinh hoạt tại nguồn
| Phân loại rác thải | Khái niệm | Nguồn gốc | Ví dụ | Cách xử lý |
| ------------------ | --- | --- | --- | --- |
| Rác hữu cơ         | Rác hữu cơ là loại rác dễ phân hủy và có thể đưa vào tái chế để đưa vào sử dụng cho việc chăm bón và làm thức ăn cho động vật.                     | - Phần bỏ đi của thực phẩm sau khi lấy đi phần chế biến được thức ăn cho con người. - Phần thực phẩm thừa hoặc hư hỏng không thể sử dụng cho con người. - Các loại hoa, lá cây, cỏ không được con người sử dụng sẽ trở thành rác thải trong môi trường.                              | - Các loại rau, củ quả đã bị hư, thối... - Cơm/canh/thức ăn còn thừa hoặc bị thiu.... Các loại bã chè, bã cafe... - Cỏ cây bị xén/chặt bỏ, hoa rụng... - Mica Trung Quốc.                               | Thu gom riêng vào vật dụng chứa rác để tận dụng làm phân compost.                                                                                       |
| Rác vô cơ          | Rác vô cơ là những loại rác không thể sử dụng được nữa cũng không thể tái chế được mà chỉ có thể xử lý bằng cách mang ra các khu chôn lấp rác thải | - Các loại vật liệu xây dựng không thẻ sử dụng hoặc đã qua sử dụng và được bỏ đi. - Các loại bao bì bọc bên ngoài hộp/chai thực phẩm. - Các loại túi nilong được bỏ đi sau khi con người dùng đựng thực phẩm - Một số loại vật dụng/thiết bị trong đời sống hàng ngày của con người. | - Gạch/ đá, đồ sành/sứ vỡ hoặc không còn giá trị sử dụng. - Ly/ cốc/ bình thủy tinh vỡ... - Các loại vỏ sò/ốc, vỏ trứng... - Đồ da, đồ cao su, đồng hồ hỏng, băng đĩa nhạc, radio... không thể sử dụng. | Thu gom vào dụng cụ chứa rác và đưa đến điểm tập kết để xe chuyên dụng đến vận chuyển, đưa đi xử lý tại các khu xử lý rác thải tập trung theo quy định. |
| Rác tái chế        | Rác tái chế là loại rác khó phân hủy nhưng có thể đưa vào tái chế để sử dụng nhằm mục đích phục vụ cho con người.                                  | - Các loại giấy thải - Các loại hộp/chai/vỏ lon thực phẩm bỏ đi | - Thùng carton, sách báo cũ. - Hộp giấy, bì thư, bưu thiếp đã qua sử dụng - Các loại vỏ lon nước ngọt/lon bia/vỏ hộp trà.... - Các loại ghế nhựa, thau/chậu nhựa, quần áo và vải cũ...                  | Cần được tách riêng, đựng trong túi ny-lon hoặc túi vải để bán lại cho cơ sở tái chế                                                                    |

Tuy nhiên, tùy từng khu vực mà có thể có cách phân loại khác. Tại khu vực trường học, nguồn rác vô cơ và rác hữu cơ không nhiều, thay vào đó rác tái chế được như chai, lọ chiếm đa số. Để phân loại có hiệu quả hơn, ta vẫn nên thiết kế thùng rác 3 ngăn nhưng rác hữu cơ và vô cơ sẽ được bỏ chung, 2 ngăn còn lại sẽ là chai nhựa (PET) và lon kim loại. Việc phân loại như vậy sẽ tăng hiệu quả trong việc thu rác tái chế được và tiết kiệm chi phí xử lý.
Hãy bắt đầu thực hiện việc phân loại rác từ việc tại mỗi hộ gia đình đều phải có các loại túi đựng rác để phân loại rác vô cơ, rác hữu cơ, rác tái chế riêng biệt. Từ đó các công tác thu gom vận chuyển cũng phân loại ngay để xử lý. Khi đó, rác hữu cơ thì tái sản xuất thành phân bón, còn rác vô cơ sản xuất thành hạt nhựa hoặc có thể đốt để thu hồi nhiệt lượng...

## Xử lý rác thải
Với những loại rác thải như giấy, nhựa, vỏ kim loại, đồ hộp... phát sinh từ các hoạt động của chúng ta có thể thu gom và mang đi bán cũng kiếm được một khoản tiền nho nhỏ.... Có rất nhiều người đang giàu lên nhờ nghề buôn bán phế liệu và họ gắn bó cả đời với nghề này. Nghề này cũng mạng lại nhiều lợi ích cho chính họ và cho cả xã hội vì đã góp phần vào công tác phân loại, tái sử dụng, tái chế chất thải góp phần bảo vệ môi trường trở nên trong sạch hơn.
Thậm chí, chúng ta có thể tái sử dụng chất thải rắn để tải sử dụng sản xuất ra những vật dụng, đồ chơi, đồ trang trí có ích cho cuộc sống và đảm bảo không xả thải ra môi trường. Có thể tham khảo các hình thức tái sử dụng chất thải này ở bài: Các tác phẩm độc đáo từ chất thải rắn.
Những loại rác thải không bán được, không tái chế được, không tải sử dụng được như rác thực phẩm (thức ăn thừa, vỏ hoa quả, cọn rau...) chúng ta lại tận dụng để ủ làm phân bón làm phân hữu cơ trồng rau sạch phục vụ bữa ăn trong gia đình.

## Giáo dục và ý thức
Giáo dục và nhận thức trong lĩnh vực rác và quản lý rác đang ngày càng trở nên quan trong. Tốc độ và mức độ gia tăng nhanh chóng của tình trạng suy thoái và ô nhiễm môi trường và sự khan hiếm tài nguyên thiên nhiên đang là những vấn đề rất được quan tâm. Ô nhiễm không khí; tích tụ rác thải độc hại; phá hoại và làm khan hiếm rừng, đất và nước; tầng ô-zôn đang bị phá hủy và hiệu ứng nhà kính đang đe họa sự tồn tại của loài người và hàng ngàn sinh vật khác, sự đa dạng sinh học, an ninh quốc gia, và những di sản để lại cho thế hệ sau.
Việc phân loại rác đầu nguồn không chỉ góp phần làm giảm ô nhiễm nguồn nước, đất đai do người dân vứt rác bừa bãi mà nó sẽ tạo thành một thói quen tốt cho người dân. Ý thức bảo vệ môi trường của người dân sẽ được nâng cao hơn. Người dân có ý thức phân loại rác, bảo vệ môi trường thì tình trạng ô nhiễm môi trường sẽ được cải thiện một cách nhanh chóng hơn, vấn đề ô nhiễm nguồn nước do rác thải cũng sẽ không còn là vấn đề đáng lo ngại nữa. Tuy nhiên, trước khi người dân có thói quen phân loại rác ngay từ hộ gia đình mình, thì ngoài việc vệ sinh môi trường và áp dụng các biện pháp giảm ô nhiễm và tuyên truyền nâng cao ý thức của người dân là một điều cần thiết nhất hiện nay.
Có thể thấy, việc phân loại rác thải vừa mang lại lợi ích bảo vệ môi trường, vừa tiết kiệm được nguồn tài nguyên thiên nhiên, hơn hết chính là giảm được nguồn rác thải ra môi trường, tiết kiệm chi phí thu gom, vận chuyển, xử lý. Nếu các gia đình luôn có ý thức phân loại rác thải sẽ mang lại lợi ích lớn cho cộng đồng, góp phần bảo vệ môi trường xanh, sạch hơn. Chúng ta hãy tuyên truyền cho mọi người cùng hành động để không chỉ mình thay đổi mà cả toàn thể xã hội thay đổi theo hướng đến một xã hội xanh sạch đẹp như những gì đã được công nhận. Hãy hành động vì một tương lai trong lành hơn và tất cả là vì một tương lai không còn ô nhiễm.
Quản lý rác thải sinh hoạt là tập hợp các hành động tác nghiệp, hành vi ứng xử, xử lý rác thải. Tuy nhiên, kinh nghiệm, kiến thức, kỹ thuật, công cụ, đầu tư xử lý thì lại liên quan đến con người mà cụ thể là nhận thức, ý thức và thói quen hằng ngày. Làm thế nào để con người có thói quen tốt, hành động tốt, ứng xử tốt đối với rác thải, để rồi những tác động bất lợi từ rác thải không ảnh hưởng ngược lại đến sức khỏe, môi trường sống của con người, mà ngược lại rác thải còn là nguồn tài nguyên mang lại lợi ích cho con người. Quản lý tốt rác thải sinh hoạt sẽ góp phần thúc đâỷ tăng trưởng xanh, kinh tế phát triển gắn liền với sự an toàn cho môi trường.